# Castelleone di Suasa
Castelleone di Suasa är en ort och kommun i provinsen Ancona i regionen Marche i Italien. Kommunen hade 1 588 invånare (2018).